# 中国天主教地下教会
中国天主教地下教会是在中華人民共和國接受圣座領導的天主教會，他們不承認中國天主教愛國會、中国天主教主教团和中华人民共和国政府的領導。因此他們自稱忠貞教會（意即忠於教宗領導）。由於他們的组织本身不符合中华人民共和国的相关法律或政策，因此只能“秘密”地進行活動。所以，一般人在提及该教會時，通常把他們稱為地下教會。

## 人數
由于立场的不同和统计的困难，中国天主教地下教会的人数有多种说法。其中一种观点认为该教会大概有一千万人左右。

## 近況
中国天主教地下教会質疑具官方背景的中國天主教愛國會的合法性，认为官方教会不符合聖座有關教會法上的规定；但也由於其本身不接受政府管制與干涉的性質，所以在中國大陸境內按照《宗教事務條例》被視為非法，因而不時會受到公安机关等政府部门干預。
中国天主教地下教会過去得到由陳日君所領導的天主教香港教區的支持、援助及聯絡。
因历史原因，早期天主教地下教会拥有先祝圣主教再向圣座通报的特权，但在2007年本笃十六世发布《致中国教会牧函》后，这一特权被取消。近年部分地区的天主教地下教会存在未经圣座批准的情况下私圣主教的行为，引发较大争议。